# 유령 마을 (1989년 영화)
유령 마을(The 'Burbs)은 미국에서 제작된 죠 단테 감독의 1989년 가족, 코미디, 공포 영화이다. 톰 행크스 등이 주연으로 출연하였고 마이클 피넬 등이 제작에 참여하였다.

## 출연

### 주연
- 톰 행크스

### 조연
- 브루스 던
- 캐리 피셔
- 릭 더코먼
- 웬디 샬
- 코리 펠드만

## 제작진
- 협력프로듀서: 팻 케호
- 미술: 제임스 H. 스펜서